# Psilometriocnemus triannulatus
Psilometriocnemus triannulatus är en tvåvingeart som beskrevs av Ole Anton Saether 1969. Psilometriocnemus triannulatus ingår i släktet Psilometriocnemus och familjen fjädermyggor. Inga underarter finns listade i Catalogue of Life.